# Château de Biéville
Pour les articles homonymes, voir Biéville (homonymie).
Le château de Biéville est une demeure, du XVIIIe siècle, qui se dresse sur le territoire de la commune française de Biéville-Beuville dans le département du Calvados, en région Normandie.

## Localisation
Le château est situé à 400 m à l'ouest de l'église Notre-Dame de Biéville, dans le département français du Calvados.

## Historique
Le château a été bâti par le Caennais Jacques-Nicolas Le Coq et est resté inachevé à sa mort en 1786. Il fut incendié lors du débarquement en 1944.

## Description
Le château qui est un bel édifice de style Louis XVI présente un avant-corps de quatre colonnes surmontées d'un fronton classique.
L'ensemble formé par le château et ses abords sont classés site pittoresque par arrêté du 28 juin 1967.